# Cerro de las Carreras
El cerro de las Carreras (o simplemente Cerro Carreras) es una montaña ubicada en la cordillera de los Andes, en el departamento Bariloche, Provincia de Río Negro, Argentina. Su cima se encuentra a 2.360 metros sobre el nivel del mar.
En el año 2011 estalló una polémica, luego de que se hiciera público que una empresa extranjera había comprado parte del cerro y la zona de glaciares lindantes, a un valor irrisorio.

## Hidrología
El cerro conforma una importante divisoria de aguas con actividad glaciaria residual. Aquí nacen varios ríos y arroyos, entre ellos el Chubut, el Villegas, el Pichileufu y Foyel. El río Chubut posee en este sector un módulo de 7,28 m³/s y el régimen de precipitaciones es de alrededor de entre 800 y 1200 milímetros. El río finalmente desemboca en la bahía Engaño (Océano Atlántico).